# Гірке кохання
«Гірке кохання» (ісп. Amor amargo) — мексиканський телесеріал 2024 року у жанрі драми та створений компанією TelevisaUnivision. У головних ролях — Даніела Ромо, Андрес Паласіос, Ана Белена, Артуро Пеніче, Синтія Клітбо,  Франсіско Гатторно, Марта Хулія. Перша серія вийшла в ефір 4 листопада 2024 р. Серіал має 1 сезон. Завершився 82-м епізодом, який вийшов у ефір 23 лютого 2025 р. Продюсер серіалу — Педро Ортіс де Пінедо. Серіал є адаптацією португальського серіалу «Острів кохання», 2007р.

## Сюжет
Томас Хіменес очолює успішну мережу магазинів, які продають вироби ручної роботи. Він їде до Керетаро, де проходить ярмарок майстрів, де і зустрічає Габріелу, що представляє на виставці роботи талановитих жінок-підприємниць. Між героями спалахують почуття. Але в прекрасної історії кохання Томаса і Габріели виявляється перешкода, пов'язана з минулим їхнім родинам. Батько юнака Хайме та мама дівчини Беатріс колись були закохані та мріяли пов'язати свої долі. Однак різне походження та інтриги Леонор Сан Хосе, яка мало не вбила майбутнього зятя, змусили пару розлучитися. Хайме Хіменес гине в автомобільній аварії. Томас упевнений: за смертю батька стоїть бабуся його нареченої, якій він має намір помститися.

## Актори та ролі
- Даніела Ромо — Леонор Сан-Хосе
- Андрес Паласіос — Томас Хіменес Камачо
- Ана Белена  — Габріела Міранда Сан-Хосе
- Артуро Пеніче — Енріке Олівареса
- Синтія Клітбо — Беатріс Сан-Хосе Пінеда
- Франсіско Гатторно — Хайме Хіменес Перальта
- Марта Хулія — Магдалена Мюррей
- Сесар Евора — Габріель
- Алехандро Авіла — Гільєрмо Сан-Хосе
- Беатріс Морено — Бенвеніда Руїс
- Адальберто Парра — Ізраель Перес
- Лізі Мартінес — Вера Оліварес
- Рікардо Франко — Хоакін Арділа
- Хессіка Декоте — Люсія Фалькон

## Сезони
| Сезон | Епізоди | Епізоди | Оригінальний показ | Оригінальний показ | Оригінальний показ |
| Сезон | Епізоди | Епізоди | Перший показ       | Останній показ     | Мережа             |
| ----- | ------- | ------- | ------------------ | ------------------ | ------------------ |
| 1     | 82      | 82      | 4 листопада 2024   | 23 лютого 2025     | Las Estrellas      |

## Аудиторія
| Країна трансляції | Сезон | Розклад     | Серії | Перший ефір      | Перший ефір | Останній ефір  | Останній ефір | Середній бал |
| Країна трансляції | Сезон | Розклад     | Серії | Дата             | Дата        | Дата           | Дата          | Середній бал |
| ----------------- | ----- | ----------- | ----- | ---------------- | ----------- | -------------- | ------------- | ------------ |
| Мексика           | 1     | 18:30—19:15 | 82    | 4 листопада 2024 | 2,27        | 23 лютого 2025 | 4,52          | 4,12         |

## Версії
| Рік  | Країна     | Українська назва | Оригінальна назва | Кількість | Кількість | В головних ролях                             | Компанія | Канал |
| Рік  | Країна     | Українська назва | Оригінальна назва | сезонів   | серій     | В головних ролях                             | Компанія | Канал |
| ---- | ---------- | ---------------- | ----------------- | --------- | --------- | -------------------------------------------- | -------- | ----- |
| 2007 | Португалія | Острів кохання   | Ilha dos Amores   | 1         | 214       | Софія Алвес, Марко Д'алмейда, Жоана Сольнадо | NBP      | TVI   |